# Hwango-dong
Hwango-dong (hangul: 황오동, hanja: 皇吾洞)  är en stadsdel i stadskommunen Gyeongju  i provinsen Norra Gyeongsang i den östra delen av Sydkorea, 280 km sydost om huvudstaden Seoul. I stadsdelen finns Gyeongjus järnvägsstation.